# Filadelfia (Itália)
Filadelfia é uma comuna italiana da região da Calábria, província de Vibo Valentia, com cerca de 6.282 habitantes. Estende-se por uma área de 30 km², tendo uma densidade populacional de 209 hab/km². Faz fronteira com Curinga (CZ), Francavilla Angitola, Jacurso (CZ), Polia.

## Demografia
| Variação demográfica do município entre 1861 e 2011                               |
|                                                                                   |
| Fonte: Istituto Nazionale di Statistica (ISTAT) - Elaboração gráfica da Wikipedia |